# 高橋岳之
高橋 岳之 (たかはし たけゆき) は、日本の実業家。

## 人物
1987年学習院大学法学部政治学科卒、同年三井造船（現三井E&S）入社。2018年三井E&Sマシナリー執行役員・運搬機システム事業部長、2019年4月同社長、2021年3月三井海洋開発取締役、同年4月三井E&Sホールディングス成長事業推進室長兼人事総務部長、同年6月取締役、CCO、監査法務部及び人事総務部担当。2022年4月、代表取締役社長兼CEO。